# Мангаймська ТЕС
49°26′40″ пн. ш. 8°29′53″ сх. д. / 49.44456° пн. ш. 8.49807° сх. д.
Мангаймська ТЕС (нім. Grosskraftwerk Mannheim AG) (GKM) — найбільша електростанція Баден-Вюртембергу, Мангайм, Німеччина. 
Електростанція, працює на кам’яному вугіллі, виробляє електроенергію для близько 2,5 мільйонів осіб, торгівлі та промисловості, а також централізованого опалення для близько 120 000 домогосподарств за допомогою комбінованого виробництва тепла та електроенергії. 
GKM також є важливим постачальником електрики для DB Energie GmbH.
Потужність станції брутто — 2146 МВт, нетто — 1958 МВт, встановлена потужність централізованого опалення (підігрів води) становить близько 1500 МВт. З чистою потужністю 310 МВт для виробництва електрики для «DB Energie GmbH».
GKM — спільна електростанція, що належить RWE Generation, EnBW Energie Baden-Württemberg і «MVV RHE GmbH», забезпечує трифазне поточне та централізоване опалення (MVV RHE GmbH).